# Orion (lớp thiết giáp hạm)
Lớp thiết giáp hạm Orion bao gồm bốn thiết giáp hạm siêu-dreadnought — những con tàu đầu tiên kiểu này — của Hải quân Hoàng gia Anh Quốc. Chiếc dẫn đầu, Orion, được hạ thủy vào năm 1910. Chúng là những thiết giáp hạm dreadnought đầu tiên của Anh được bố trí toàn bộ dàn pháo chính trên trục giữa, một đặc tính tiên tiến do những thiết giáp hạm siêu-dreadnought đầu tiên thuộc lớp South Carolina của Hải quân Hoa Kỳ đi tiên phong. Lớp Orion khác biệt so với những lớp siêu-dreadnought trang bị pháo 13,5 inch tiếp theo (King George V và Iron Duke) khi ống khói phía trước của nó được đặt trước cột ăn-ten chính. Đây là cách bố trí phổ biến trên những thiết giáp hạm dreadnought đời đầu, nhưng gây ra những vấn đề trở ngại nghiêm trọng cho nhóm điều khiển tác xạ bên trên tháp quan sát.

## Thiết kế và phát triển
Những chiếc trong lớp Orion lớn hơn đáng kể so với lớp Colossus dẫn trước, và chi phí chế tạo tốn kém gần 1,9 triệu Bảng Anh cho mỗi chiếc.

### Vũ khí
Việc dịch chuyển sang cỡ pháo 13,5 inch (343 mm) là hoàn toàn cần thiết. Sự cải tiến cỡ nòng pháo 12 inch (305 mm) sang kiểu Mark XI sau cùng với caliber 50 và lưu tốc đầu đạn cao, đã không thành công. Nó mất đi một phần độ chính xác đồng thời lại gia tăng đáng kể độ mài mòn nòng pháo, làm giới hạn tuổi thọ sử dụng chỉ sau 80 lần bắn. Một kiểu vũ khí có lưu tốc đầu đạn nhỏ hơn được chỉ định, và được xác định với đường kính nòng 13,5 inch và caliber 45 cùng một đầu đạn nặng hơn nhiều, lên đến 1.250 lb (567 kg) hoặc 1.400 lb (635 kg) so với 850 lb (386 kg) trước đây. Tầm xa ngắn hơn của pháo có lưu tốc đầu đạn nhỏ được bù trừ bằng cách tăng góc nâng nòng pháo từ 15° lên 20°. Pháo 13,5 inch được xem là một thiết kế thành công, cho dù hiệu quả của chúng bị giới hạn bởi việc thiết kế đạn pháo kém cho đến khi ra đời kiểu đạn pháo "Green Boy" vào năm 1918.
Việc áp dụng sự bố trí toàn bộ các tháp pháo trên trục giữa con tàu cũng là điều cần thiết. Các lớp Colossus và Neptune trước đây đã áp dụng một cặp tháp pháo bắn thương tầng phía đuôi trong một nỗ lực nhằm tiết kiệm chỗ trên sàn tàu, và các thiết kế cạnh tranh của Hoa Kỳ cũng như các nước khác đều đưa đến việc bố trí toàn bộ tháp pháo trên trục giữa. Chi phí đầu tư tốn kém và tải trọng tăng thêm của tháp pháo 13,5 inch đã loại bỏ các tháp pháo mạn, với góc bắn bị giới hạn nên cũng hạn chế hiệu quả trong tác chiến. Cuối cùng, sự bố trí lệch chéo nhau trên các lớp Colossus và Neptune làm phức tạp sự bố trí bên trong và không được xem là thành công. Tuy nhiên, điều không may là sự giữ lại các chóp quan sát lạc hậu trên nóc tháp pháo những chiếc Orion, khiến cho tháp pháo trên không thể bắn thượng tầng trực tiếp ngay bên trên tháp pháo bên dưới, do mối lo ngại sức ép tiếng nổ đầu nòng làm tổn thương tháo thủ tháp pháo bên dưới. Ngoài ra, thiết kế có trọng tâm tương đối cao làm cho những chiếc Orion có xu hướng dễ bị lật khi biển động mạnh. Cả hai khiếm khuyết này cuối cùng được sửa chữa trên những lớp dreadnought Anh tiếp theo nhờ những cải tiến phù hợp.

### Vỏ giáp
Chiều dày của đai giáp được tăng lên 12 inch (305 mm) do xu hướng chung cỡ nòng pháo của đối thủ được trang bị ngày càng tăng cao. Khuynh hướng tiêu biểu trong thiết kế của Anh là độ dày của vỏ giáp lạc hậu hơn so với cỡ pháo, là đặc tính hoàn toàn đối lập so với xu hướng thiết kế của Đức, vốn có độ dày của vỏ giáp tốt hơn cỡ pháo chúng mang theo. Cũng cần lưu ý là việc đánh giá độ dày phù hợp của vỏ giáp vẫn còn dựa trên chiều ngang (đai giáp) hơn là chiều đứng (sàn tàu), vốn càng ngày trở nên quan trọng hơn do khoảng cách tác chiến giữa hai đối thủ bên ngoài 12.000 yd (11 km); khi đó đường đạn có xu hướng thẳng đứng nhiều hơn so với dự định của thiết kế con tàu. Tầm xa thực hành tác chiến trước chiến tranh hiếm khi lớn hơn 5.000 yd (4.600 m), khi mà đạn đạo hầu như phẳng. Khi các hoạt động tác chiến đầu tiên trong chiến tranh diễn ra ở khoảng cách trên 18.000 yd (16.500 m), mọi tàu chiến chủ lực của cả hai phía đều mong manh đối với đạn pháo "bắn đến".

## Những chiếc trong lớp
| Tàu       | Đặt lườn             | Hạ thủy             | Hoạt động           | Số phận                                                                          |
| Conqueror | 5 tháng 4 năm 1910   | 1 tháng 5 năm 1911  | 1 tháng 12 năm 1912 | Ngừng hoạt động 1921, bán để tháo dỡ 1922                                        |
| Monarch   | 1 tháng 4 năm 1910   | 30 tháng 3 năm 1911 | tháng 2 năm 1912    | Ngừng hoạt động 1921; đánh chìm như một mục tiêu, 21 tháng 1 năm 1925            |
| Orion     | 29 tháng 11 năm 1909 | 20 tháng 8 năm 1910 | 2 tháng 1 năm 1912  | Ngừng hoạt động 1921, bán để tháo dỡ 1922                                        |
| Thunderer | 13 tháng 4 năm 1910  | 1 tháng 2 năm 1911  | tháng 5 năm 1912    | Ngừng hoạt động 1921, trở thành tàu huấn luyện, bán để tháo dỡ tháng 12 năm 1926 |

## Lịch sử hoạt động
Cả bốn chiếc trong lớp có một quãng đời phục vụ ngắn ngũi. Chúng đều đã có mặt trong trận Jutland năm 1916 trong Chiến tranh Thế giới thứ nhất, nhưng đã không bị hư hại. Sau chiến tranh tất cả đều được cho ngừng hoạt động vào năm 1921, theo những điều khoản của Hiệp ước Hải quân Washington. Orion và Conqueror bị tháo dỡ vào năm 1922; Monarch phục vụ như một tiêu, hứng chịu đầy bom đạn suốt ngày 20 tháng 1 năm 1925 trước khi bị hải pháo của chiếc Revenge đánh chìm. Thunderer sống sót lâu nhất, hoạt động như một tàu huấn luyện từ năm 1922 cho đến khi nó cũng bị tháo dỡ vào tháng 12 năm 1926.